# 岩清水梓
岩清水梓（日语：／ Iwashimizu Azusa，1986年10月14日—），日本足球運動員，現效力於日視美人，位置為後衛。她於一歲時移居從故鄉岩手縣移居神奈川縣相模原市，並在小學時加入當地足球隊練習，之後被日視美人青年隊錄取，接受進一步的訓練，最終於2003年升入日視美人。
她曾代表日本參加三屆國際足協女子世界盃及兩屆夏季奧林匹克運動會，幫助日本獲得2011年國際足協女子世界盃冠軍、2015年國際足協女子世界盃亞軍和2012年夏季奧林匹克運動會女子足球比賽銀牌。此外，她於2014年亞足聯女子亞洲盃半決賽上最後時刻頭球絕殺中國，決賽面對澳洲又以頭錘攻入全場唯一進球，使日本獲得隊史首座亞足聯女子亞洲盃冠軍。總計為國家上陣122場比賽，攻入11個進球。

## 國家隊生涯

### 國家隊成績
| 國家隊 | 年份 | 出賽 | 進球 |
| ------ | ---- | ---- | ---- |
| 日本   |      |      |      |
| 2006   | 10   | 3    |      |
| 2007   | 13   | 2    |      |
| 2008   | 18   | 0    |      |
| 2009   | 3    | 0    |      |
| 2010   | 13   | 3    |      |
| 2011   | 17   | 0    |      |
| 2012   | 11   | 0    |      |
| 2013   | 10   | 0    |      |
| 2014   | 14   | 3    |      |
| 2015   | 10   | 0    |      |
| 2016   | 3    | 0    |      |
| 總計   | 總計 | 122  | 11   |

### 國家隊進球
| 國家隊進球 | 國家隊進球     | 國家隊進球   | 國家隊進球 | 國家隊進球 | 國家隊進球 | 國家隊進球                         |
| #          | 日期           | 地點         | 對手       | 比分       | 賽果       | 賽事                               |
| ---------- | -------------- | ------------ | ---------- | ---------- | ---------- | ---------------------------------- |
| 1.         | 2006年5月7日   | 日本熊本市   | 美国       | 1–0        | 1–3        | 友誼賽                             |
| 2.         | 2006年12月7日  | 卡達多哈     | 中國       | 1–0        | 1–0        | 2006年亞洲運動會                   |
| 3.         | 2006年12月10日 | 卡達多哈     |            | 1–0        | 3–1        | 2006年亞洲運動會                   |
| 4.         | 2007年8月4日   | 越南海防市   | 越南       | 2–0        | 8–0        | 2008年夏季奧運會女子足球比賽外圍賽 |
| 5.         | 2007年9月2日   | 日本千葉市   | 巴西       | 1–1        | 2–1        | 麒麟盃                             |
| 6.         | 2010年1月15日  | 智利科金博   | 智利       | 1–1        | 1–1        | 2010年智利建國兩百週年盃           |
| 7.         | 2010年5月20日  | 中國成都市   | 緬甸       | 1–0        | 8–0        | 2010年亞足聯女子亞洲盃             |
| 8.         | 2010年11月22日 | 中國廣州市   |            | 1–0        | 1–0        | 2010年亞洲運動會                   |
| 9.         | 2014年5月22日  | 越南胡志明市 | 中國       | 2–1        | 2–1        | 2014年亞足聯女子亞洲盃             |
| 10.        | 2014年5月25日  | 越南胡志明市 |            | 1–0        | 1–0        | 2014年亞足聯女子亞洲盃             |
| 11.        | 2014年9月26日  | 韓國華城市   | 香港       | 5–0        | 9–0        | 2014年亞洲運動會                   |

## 榮譽

### 俱樂部
個人
- 日本職業女子足球聯賽最佳陣容：12回（2006、2007、2008、2009、2010、2011、2012、2013、2014、2015、2016、2017）
- 日本職業女子足球聯賽敢闘賞：1回（2013）

球隊
- 日本職業女子足球聯賽

冠軍 (10): 2001、2002、2005、2006、2007、2008、2010、2015、2016、2017
- 皇后杯全日本女子足球選手權大會（日语：皇后杯 JFA 全日本女子サッカー選手権大会）

冠軍 (7): 2004、2005、2007、2008、2009、2014、2017
- 日本職業女子足球聯賽盃（日语：なでしこリーグカップ）

冠軍 (4): 2007、2010、2012、2016

### 國家隊
- 國際足協女子世界盃

冠軍 (1): 2011
- 亞洲運動會

金牌 (1): 2010
- 亞足聯女子亞洲盃

冠軍 (1): 2014
- 東亞足球錦標賽

冠軍 (2): 2008、2010

## 外部連結
- 岩清水梓在国际奥林匹克委员会的资料
- 岩清水梓 – FIFA國際賽競賽紀錄 (存檔)
- 岩清水梓的X（前Twitter）
- 岩清水梓的Instagram帳戶
- 岩清水 梓 | 日テレ・ベレーザ公式サイト （日語）
- 岩清水梓オフィシャルブログ 「Supernova★」 （页面存档备份，存于） （日語）
- 滝沢市 なでしこジャパン岩清水梓選手の応援ページ （日語）